# Dr. Kildare: Auf Messers Schneide
Dr. Kildare: Auf Messers Schneide (Originaltitel: Dr. Kildare’s Strange Case) ist ein US-amerikanisches Filmdrama in schwarz-weiß aus dem Jahr 1940. Regie führte Harold S. Bucquet. Das Drehbuch adaptierten Harry Ruskin und Willis Goldbeck nach der Geschichte Dr. Kildare’s Girl von Max Brand. Die Hauptrollen spielten Lew Ayres und Lionel Barrymore. Dr. Kildare: Auf Messers Schneide ist der vierte Film der Dr. Kildare-Serie von Metro-Goldwyn-Mayer.

## Handlung
An das Blair General Hospital in New York ist mit Dr. Gregory Lane ein talentierter und reicher Arzt gekommen, der sich auf Operationen am Gehirn spezialisiert hat. Dr. Leonard Gillespie und sein Assistent Dr. James Kildare verweisen einen Patienten an ihn; sie halten die Operation für gefährlich, aber auch unumgänglich. Auch der Patient besteht auf der Operation, da er ansonsten erblinden würde. Auch die Krankenschwester Mary Lamont, die Geliebte von Dr. Kildare, ist an der Operation beteiligt, die weitgehend wie geplant verläuft. Trotzdem stirbt der Patient.
Über den Leiter der Klinik, Dr. Walter Carew, und Dr. Gillespie wird Dr. Kildare ein Angebot auf eine sehr gut bezahlte Stelle am Messenger Institut gemacht. Mary Lamont ist glücklich darüber, sie hofft, dass Dr. Kildare sie bei diesem Verdienst bald heiraten können wird. Doch Dr. Kildare lehnt das Angebot ab, da er nach wie vor hofft, als Assistent Dr. Gillespies noch viel lernen zu können. Bald kommt ein unbekannter Patient mit einer schweren Kopfverletzung zu Dr. Gillespie und Dr. Kildare. Auch für ihn sehen sie keine Alternative zu einer Operation durch Dr. Lane. Der Patient will aber nicht operiert werden, zumindest nicht vor dem nächsten Freitag, wie er unbeholfen stammelt. Da die Ärzte ihn für nicht zurechnungsfähig halten, operieren Dr. Lane und Dr. Kildare ihn trotzdem. Die Operation gelingt, der Patient wirkt aber weiterhin verwirrt. Dr. Lane fühlt sich dafür verantwortlich. Als Dr. Carew dies mitbekommt suspendiert er Dr. Lane angesichts der vielen Misserfolge und kündigt weitere Konsequenzen an. Dr. Kildare denkt aber, dass der Patient schon vor dem Unfall verwirrt war; überdies hat er auch keinen Fehler Dr. Lanes bei der Operation bemerkt. Seine Versuche, mehr über den Patienten erfahren, führen aber selbst mit Unterstützung zu nichts. Daher will er nun, ermuntert durch seine Mutter, versuchen, den Patienten zu heilen. Dazu will er die neue Insulinschocktherapie anwenden. Zwar hat er alles darüber gelesen, er hat aber noch keine Erfahrungen damit gemacht. Sein Vater, ein niedergelassener Arzt, war aber mal an einer solchen Therapie beteiligt; daher möchte er von dessen Erfahrungen damit profitieren.
Der Vater glaubt zwar an der Wirksamkeit der Insulinschocktherapie, rät seinem Sohn aber davon ab, diese an einem frisch operierten Patienten durchzuführen. Trotzdem will Dr. Kildare die Therapie durchführen, und er tut es zusammen mit Mary Lamont, ohne jemanden anderen darüber zu informieren. Während die mehrere Stunden dauernde Prozedur läuft werden die beiden von der leitenden Krankenschwester Molly Byrd erwischt. Diese verwarnt Mary Lamont, akzeptiert aber die Autorität Dr. Kildares und geht wieder. Nach der erfolgreich durchgeführten Therapie, kann Dr. Kildare kurz mit dem Patienten sprechen. Danach verlässt er umgehend das Krankenhaus, weist Mary Lamont aber an, niemanden zum Patienten zu lassen, bis er wieder zurück ist. Doch bald schon will Dr. Carew den Patienten aufsuchen. Mary versucht, ihn davon abzuhalten, was ihr aber nur gelingt, weil Dr. Gillespie dazukommt und die beiden zusammen Dr. Carew so lange aufhalten können, bis Dr. Kildare mit Mrs. Adams, der Frau des Patienten zurückkehrt. Sie hatte ihren Mann fünf Jahre zuvor verlassen, woraufhin dieser langsam verrückt wurde. Am Freitag wollte sie ihn aufsuchen und über die gemeinsame Zukunft sprechen. Dies klärt die Sache Dr. Carew gegenüber, und Dr. Lane wird wieder eingesetzt. Dr. Gillespie aber kündigt Dr. Kildare. Als der ihn darauf anspricht, stellt sich das als erzieherische Maßnahme heraus. Die Kündigung wird zurückgenommen, Dr. Kildare solle aber zukünftig weniger Risiken eingehen. Mary Lamont will nun gerne weiterhin auf Dr. Kildare warten, nachdem sie das Glück in den Augen von Mrs. Adams gesehen hat.

## Hintergrund
Der dem Film zu Grunde liegende Roman Dr. Kildare’s Girl wurde von Max Brand im April 1940 in dem Journal Photoplay veröffentlicht.

### Technischer Stab
Für das Szenenbild in Dr. Kildare: Auf Messers Schneide waren Cedric Gibbons sowie Edwin B. Willis verantwortlich.

### Dreharbeiten
Die Produktion von Dr. Kildare: Auf Messers Schneide begann Mitte Januar 1940. Gedreht wurde in den Studios von MGM.

### Synchronisation
Die Synchronisation von Dr. Kildare: Auf Messers Schneide wurde 1991 von der Interopa Film GmbH in Berlin durchgeführt. Die Dialogregie lag bei Hagen Mueller-Stahl, das Dialogbuch bei Katrin Blass.
| Rolle                 | Schauspieler       | Synchronsprecher        |
| --------------------- | ------------------ | ----------------------- |
| Dr. James Kildare     | Lew Ayres          | Udo Schenk              |
| Dr. Leonard Gillespie | Lionel Barrymore   | Hans W. Hamacher        |
| Mary Lamont           | Laraine Day        | Ulrike Möckel           |
| Dr. Gregory Lane      | Shepperd Strudwick | Klaus-Dieter Klebsch    |
| Dr. Stephen Kildare   | Samuel S. Hinds    | Friedrich W. Bauschulte |
| Martha Kildare        | Emma Dunn          | Christel Merian         |
| Joe Wayman            | Nat Pendleton      | Detlef Bierstedt        |
| Dr. Walter Carew      | Walter Kingsford   | Jürgen Thormann         |
| Molly Byrd            | Alma Kruger        | Christine Gerlach       |

### Erstaufführung
Dr. Kildare: Auf Messers Schneide wurde am 12. April 1940 uraufgeführt und von Metro-Goldwyn-Mayer vertrieben. Die deutsche Erstaufführung war am 21. Oktober 1991 im Fernsehprogramm der ARD.

## Rezeption

### Kritiken

#### Zeitgenössische Kritiken
In seiner Kritik für die New York Times beklagt B. R. Crisler, dass sich in den Filmen der Serie nichts tue, außer vielleicht für zukünftige Ärzte, die neue Methoden lernen wollen. Ansonsten gehe es um immer wieder dieselben Figuren und auch dieselbe Geschichte, nur die Patienten und ihre Symptome würden sich ändern. Selbst die Beziehung zwischen Dr. Kildare und Mary Lamont verharre in Stillstand. Die Produzenten der Serie bewegen sich gar nicht und verdienen gut dabei. Andere Kritiker finden den Film unterhaltend, interessant und attraktiv. Wie die anderen Filme der Serie bietet er gute Massenunterhaltung, weil die Figuren natürlich handeln und die medizinischen Themen interessant seien und gut verständlich dargestellt würden. So würde der Film ähnlich erfolgreich wie seine Vorgänger werden. Zudem wird besonders Lionel Barrymore, aber auch Lew Ayres und der Regisseur Harold S. Bucquet gelobt.

#### Moderne Kritiken
Leonard Maltin sah in Dr. Kildare: Auf Messers Schneide eine fesselnde Folge und gab ihr 2,5 von vier Sternen. Die Zeitschrift Cinema schreibt dagegen von „Medizin aus längst vergangenen Tagen.“ Paul Mavis fand den Film vor allem dumm, nicht wegen der mittlerweile verworfenen Ansichten über Schizophrenie und die Insulinschocktherapie, sondern wegen der lächerlichen und unglaubwürdigen romantischen Szenen, die auch schon 1940 lächerlich gewesen seien. Das Problem sei, dass der Film eigentlich eine Komödie sei, und das wegen jedem außer Kildare. Nat Pendleton und Blossom Rock zeigen dies sehr gut, von Lionel Barrymore gar nicht zu reden. Lew Ayres dagegen könne man ansehen, dass ihn die Rolle nicht sehr gefordert habe.
Lesley L. Coffin sah in Dr. Kildare: Auf Messers Schneide eine wachsende Konzentration auf die Beziehung zwischen Dr. Kildare und Mary Lamont. Darin sah er den Grund für die wachsende Popularität der Serie, schließlich seien die späteren Filme finanziell erfolgreicher gewesen als die ersten drei.

### Folgen
Dr. Kildare: Auf Messers Schneide wurde später als Aufhänger für Ethik in der Medizin verwendet. Joseph Turow bezieht sich dabei auf die Szene in der Dr. Lane gegen den Wunsch des Patienten operiert. Diese zweifellos dramatisch gemeinte Szene erschiene gegenwärtigen Medizinern geradezu witzig, da ein solcher Entschluss mittlerweile eindeutig strafbar sei. Im weiteren Text vergleicht er das Image, aber auch die Diversität von Ärzten in den 1940er Jahren mit denen 60 Jahre später. John K. Crellin nimmt die Szene, in der Dr. Kildare ohne außer einer Krankenschwester jemanden darüber zu informieren eine experimentelle Behandlung vornimmt, als Beispiel für „heldenhafte Experimente an Patienten“ und hinterfragt die gesellschaftliche Akzeptanz dafür.